# Mavillette Beach Provincial Park
Mavillette Beach Provincial Park är en park i Kanada.   Den ligger i provinsen Nova Scotia, i den sydöstra delen av landet, 800 km öster om huvudstaden Ottawa. Mavillette Beach Provincial Park ligger 5 meter över havet.
Terrängen runt Mavillette Beach Provincial Park är platt. Havet är nära Mavillette Beach Provincial Park åt sydväst. Runt Mavillette Beach Provincial Park är det glesbefolkat, med 9 invånare per kvadratkilometer.. 
I omgivningarna runt Mavillette Beach Provincial Park växer i huvudsak blandskog.